# Скородненское сельское поселение
Скородненское се́льское поселе́ние — муниципальное образование в Верховском районе Орловской области Российской Федерации.
Административный центр — село Скородное.

## История
Статус и границы сельского поселения установлены Законом Орловской области от 19 ноября 2004 года № 446-ОЗ «О статусе, границах и административных центрах муниципальных образований на территории Верховского района Орловской области»

## География
Скородненское сельское поселение расположено в северо-западной части Верховского муниципального района Орловской области. Поселение граничит с тремя сельскими поселениями и одним муниципальным районом, а именно: на западе и северо-западе граничит с Корсунским сельским поселением, на севере – с Туровским сельским поселением, на востоке и юго-востоке – с Галичинским сельским поселением, на юго-западе – с Покровским муниципальным районом.

## Население
| 2010 | 2012 | 2013 | 2014 | 2015 | 2016 | 2017 |
| ---- | ---- | ---- | ---- | ---- | ---- | ---- |
| 403  | ↘395 | ↗396 | ↗403 | ↘397 | →397 | ↘394 |
| 2018 | 2019 | 2020 | 2021 | 2023 |      |      |
| ↘391 | ↘363 | ↘355 | ↗387 | ↘383 |      |      |

## Состав сельского поселения
| № | Населённый пункт | Тип населённого пункта       | Население |
| - | ---------------- | ---------------------------- | --------- |
| 1 | Даменка          | деревня                      | ↘64       |
| 2 | Ключики          | посёлок                      | 5         |
| 3 | Первомайский     | посёлок                      | 47        |
| 4 | Скородное        | село, административный центр | ↘287      |

## Известные уроженцы
- Усачёв, Захарий Никитович (1897—1982) — советский военачальник, генерал-майор.